# (152226) Saracole
(152226) Saracole est un astéroïde de la ceinture principale.

## Description
(152226) Saracole est un astéroïde de la ceinture principale. Il fut découvert le 23 septembre 2005 aux Monts Santa Catalina par le projet CSS. Il présente une orbite caractérisée par un demi-grand axe de 3,14 UA, une excentricité de 0,17 et une inclinaison de 5,2° par rapport à l'écliptique.

## Compléments